# Marinaio/Solo all'ultimo piano
Marinaio/Solo all'ultimo piano è un singolo di Gianni Morandi, pubblicato nel 1982.

## Descrizione
Si tratta del secondo singolo estratto dall'album Morandi.
Marinaio è un brano scritto da Mogol e Gianni Bella su arrangiamenti di Piero Pintucci, sigla della trasmissione televisiva Tutti insieme, varietà della Rete 1 condotto da Morandi da un'idea di Mogol e diretto da Giancarlo Nicotra, che vedeva il cantante ripercorrere i momenti salienti della sua carriera, ospitando in ogni puntata cantanti, gruppi ed autori musicali..
Il brano racconta la storia di un quarantenne (il marinaio) che incontra in un porto una ragazza di soli diciotto anni e se ne innamora.
Il brano presente sul lato b, Solo all'ultimo piano, scritto da Mogol e Amedeo Minghi è caratterizzato da un'atmosfera piuttosto malinconica, una sorta di riflessione di un uomo sulla propria vita e sulla sua alienazione dal mondo.

## Successo commerciale
Il 45 giri ebbe un buon successo discografico, entrando nella classifica dei più venduti in Italia alla ventesima posizione il 24 giugno 1982, per poi raggiungere il picco massimo della quattordicesima posizione e risultando il settantaseiesimo singolo più venduto del 1982 in Italia.

## Edizioni
Entrambi i brani sono contenuti nell'album Morandi e nella riedizione dell'anno successivo La mia nemica amatissima.

## Tracce
Lato A
1. Marinaio – 3:47 (Mogol-Gianni Bella)

Durata totale: 3:47
Lato B
1. Solo all'ultimo piano – 3:46 (Mogol-Amedeo Minghi)

Durata totale: 3:46